# 臺灣婦人界
《臺灣婦人界》是臺灣日治時期最具規模的日文女性雜誌，亦刊載大量通俗文學。1934年5月創刊，臺灣婦人社發行，創辦者為《臺南新報》記者柿沼文明。1939年6月停刊，共計57期。其創刊宗旨為「協助提升發展臺灣婦人文化」，是一部專為臺灣婦女設計之本土雜誌。一本定價40錢。

## 沿革
1935年10月，由古賀千代子出任社長，其夫為時任總督府評議員的古賀三千人，以財力資助《臺灣婦人界》之經營。1936年1月，柿沼文明因經營壓力而自殺，2月停刊一期，續刊後規模大減，直至1936年第三卷才又恢復穩定發行。柿沼文明之後，先後由佐藤素女子、藤瀨徹志郎、南保信、江崎勝茂、小島倭佐男等人擔任編輯。1934年僅設有大連支局，至1937年已增至東京、台中、嘉義、台南等多個支局。1939年4月，小島倭佐男提及經營不善，6月號為該雜誌最後一期。

## 內容
《臺灣婦人界》的編輯群眾多，記者方面大多未署名。少數留名之記者包含政田靜枝、藤井千代子、陳玉葉、富士晴子、內田禮子、遲塚滿喜野及岡田萬龜等等。文章不時以「婦女記者」署名，遂記者應多為女性，報導內容則包含採訪官夫人、各行業女性典範、女學校、女工工廠、巡演歌劇團、公共休閒設施、服飾與化妝等。此外，《臺灣婦人界》亦逐期刊載殖民地官員、校長、教師等針對女性的談話，並邀請教授、醫師等講解衛生、育兒等現代家庭科學。亦有女性讀者及工作者擔任專欄筆者等。
《臺灣婦人界》的內容有「共婚座談會」、「畢業後的希望」、「我的職場日記」等三大常駐專題，分別採訪介紹女性婚姻、人生規劃、職業生涯等。此外，尚有女性楷模報導、時事專欄、育兒講座、童話童謠、漫畫漫文、連載和懸賞入選之小說作品、化妝、料理、手工藝、洋裁、短歌、俳句、俚謠、新詩等等，內容十分豐富。

## 腳註
1. 1 2  王湘婷 (2010).
2. 1 2 3 4  王琬葶 (2014).